# Straß (Isen)
Straß ist ein Gemeindeteil des Marktes Isen im oberbayerischen Landkreis Erding.

## Lage
Die Einöde Straß liegt 1,4 Kilometer südlich des Isener Marktplatzes in der Gemarkung Westach.

## Name
Der Name geht wohl auf eine ehemalige römische Verbindungsstraße zurück.

## Bevölkerungsentwicklung
Um 1871 gab es in Straß elf Einwohner. Im Mai 1987 lebten dort sechs Einwohner in einem Wohngebäude.
| Jahr      | 1871 | 1925 | 1950 | 1970 | 1987 |
| Einwohner | 11   | 10   | 13   | 8    | 6    |